# Maldes
Maldes är ett naturreservat i Stånga socken i Region Gotland på Gotland.
Området är naturskyddat sedan 2017 och är 10 hektar stort. Reservatet består av en tallskog. 